# Crocidura foxi
Crocidura foxi — дрібний ссавець, вид роду білозубка (Crocidura) родини мідицеві (Soricidae) ряду мідицеподібні (Soriciformes).

## Поширення
Країни поширення: Буркіна-Фасо, Чад, Кот-д'Івуар, Гана, Гвінея, Малі, Нігерія, Сенегал, Судан. Її природними місцями проживання є субтропічні або тропічні вологі низинні ліси, вологі савани і плантації.